# Trio d’anches
Ein Trio d’anches (franz. „Rohrblatt-Trio“) ist ein Ensemble aus Oboe, Klarinette und Fagott. Der Begriff geht auf den Fagottisten Fernand Oubradous und sein „Trio d’anches de Paris“ zurück, welches ab 1920 in Paris zusammen mit dem „Trio René Daraux“ die Besetzung etablierte. Neben dem Trio aus Flöte, Klarinette und Fagott ist das Trio d’anches die wichtigste Kammermusikbesetzung für drei Holzbläser.

## Historische Besetzungen
Im weiteren Sinn werden mit dem Terminus alle historischen Triobesetzungen für drei Rohrblattinstrumente bezeichnet:
- 2 Oboen und Fagott: Das „Trio“, das in vielen Orchestersuiten des Barock den Streichern gegenübergestellt war und solistische Sätze übernahm; v. a. Alternativsätze (z. B. nach dem Menuett 1, das vom gesamten Orchester gespielt wird, das nur vom „Trio“ gespielte Menuett 2, auf das eine Wiederholung des Menutt 1 folgt – daher in späterer Zeit die Bezeichnung Trio für den Mittelsatz eines Menuetts). Bekanntestes Beispiel ist die 1. Orchestersuite von Johann Sebastian Bach.
- Ein Trio aus Klarinetteninstrumenten: Die fünf Divertimenti KV 439 b von Wolfgang Amadeus Mozart sind in der nach Mozarts Tod erschienenen Erstausgabe zwei Klarinetten und Fagott zugeordnet. Möglicherweise waren sie ursprünglich aber für drei Bassetthörner bestimmt[1]
- 2 Oboen und Englischhorn: Die Trios op. 87 und WoO 28 von Ludwig van Beethoven.

## Das moderne Trio d’anches
Die Besetzung Oboe, Klarinette und Fagott hat sich erst im 20. Jahrhundert verbreitet. Üblich ist der Einsatz von Sonderinstrumenten (etwa Englischhorn statt Oboe, Bassetthorn oder Bassklarinette statt Klarinette), auch als Wechsel zwischen Hauptinstrument und Sonderinstrument während des Stücks. 

### Kompositionen
- Georges Auric
- Eugène Bozza: Suite brève en trio
- Joseph Canteloube: Rustiques
- Pierre-Max Dubois
- Louis Durey
- Sophie-Carmen Eckhardt-Gramatté: Wind Trio I, E115
- Rudolf Escher: Trio d’Anches (1946)
- Jean Françaix: Divertissement für Bläsertrio
- Jacques Ibert: Cinq piéces en Trio
- Gordon Jacob: Trio for Oboe, Clarinet, and Bassoon
- Charles Koechlin: Trio d’anches, op. 206 (1945)
- Jan Koetsier: 6 Bagatells
- Witold Lutosławski: Trio d’Anches (1945)
- Bohuslav Martinů: Quatre Madrigaux
- Darius Milhaud: Suite über Themen von Michel Corrette op. 161 b
- Rudolf Maros: Serenade (Szerenád fúvóshármasra)
- Lior Navok: Jongleurs
- Francis Poulenc
- Erwin Schulhoff: Divertissement
- Alexandre Tansman: Suite pour trio d’anches
- Henri Tomasi: Divertimento Corsica
- Sándor Veress: Sonatina (1931)
- Heitor Villa-Lobos
- Isang Yun